# Polepy (districtul Litoměřice)
Polepy este o comună și un sat din districtul Litoměřice din regiunea Ústí nad Labem din Cehia. Are o populație de aproximativ 1.300 de locuitori.
Cea mai valoroasă clădire din comună este Biserica „Nașterii Fecioarei Maria” din Hrušovany, construită în stil gotic în secolul al XIV-lea, iar în 1735 a fost reconstruită în stil baroc.

## Diviziuni administrative
Polepy este alcătuit din șase diviziuni administrative (populația este între paranteze conform recensământului din 2021):
- Polepy (680)
- Encovany (184)
- Hrušovany (173)
- Libínky (138)
- Okna (81)
- Třebutičky (13)

## Etimologie
Numele său este derivat de la verbul polepovat (cu sensul de a lipi). Denotă un sat în care locuitorii lipesc ceva.

## Geografie
Polepy se află la aproximativ 10 kilometri (6 mi) est de Litoměřice și la 23 kilometri (14 mi) sud-est de Ústí nad Labem. Cea mai mare parte a teritoriului comunei se află în Munții Ralsko, dar partea de sud, cu satul Polepy, se află în Podișul Ohře de Jos. Cel mai înalt punct al comunei se află la 370 metri (1.210 ft) deasupra nivelului mării. Pârâul Úštěcký potok trece prin comună.

## Istorie
Prima mențiune scrisă a lui Polepy datează din anul 1227.

## Transporturi
Polepy se află pe linia de cale ferată de laÚstí nad Labem la Lysá nad Labem⁠(d).

## Sport
Pe terenul de fotbal din comună a existat o pistă de motociclete în anii 1960 și 1970. Aici a fost găzduită o rundă finală a Campionatului Individual de Speedway din Cehoslovacia timp de patru ani consecutivi, între 1966 și 1969.

## Obiective turistice

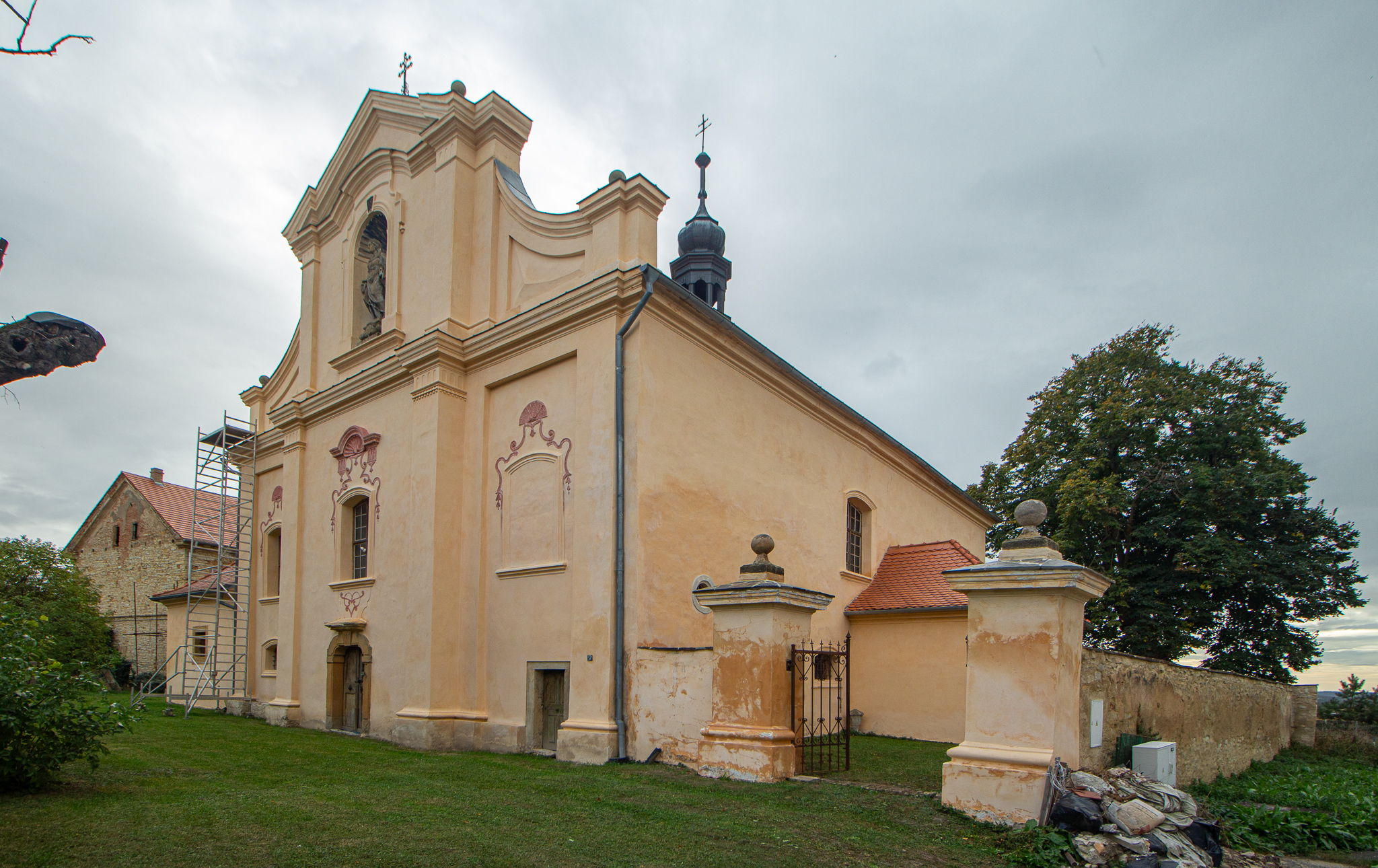
Biserica „Nașterea Fecioarei Maria” din Hrušovany

Cea mai valoroasă clădire din comună este Biserica „Nașterea Fecioarei Maria” din Hrušovany. A fost construită în stil gotic în secolul al XIV-lea și extinsă în secolul al XVI-lea. În jurul anului 1735, a fost reconstruită în stil baroc. Lângă biserică se află un turn cu clopotniță separat din secolul al XVI-lea.